# Ulf von Hielmcrone
Ulf von Hielmcrone (* 2. Januar 1944 in Husum; † 14. Dezember 2020) war ein deutscher Jurist, Autor und Politiker (SPD).

## Leben
Von Hielmcrone legte 1965 das Abitur in Alfeld (Leine) ab, studierte Rechtswissenschaften an der Christian-Albrechts-Universität zu Kiel und legte 1971 das Erste Staatsexamen ab. Er absolvierte eine Ausbildung zum Journalisten und war freiberuflich für die Husumer Nachrichten tätig. 1972 trat er der SPD bei. 1974 wurde er mit der Dissertation Die Darstellung der Justitia im Landesteil Schleswig promoviert. Anschließend absolvierte er das Referendariat, legte das Zweite Staatsexamen ab und wurde Rechtsanwalt in Husum. 1989 wurde er ins Husumer Stadtverordnetenkollegium gewählt und war von 1990 bis 1996 Bürgervorsteher. 1996 wurde von Hielmcrone im Landtagswahlkreis Husum-Eiderstedt direkt in den Landtag Schleswig-Holsteins gewählt. Das Direktmandat errang er erneut bei der Wahl 2000 und gehörte dem Landtag bis 2005 an. Er war Mitglied des Agrarausschusses, des Pallas-Untersuchungsausschusses und Vorsitzender des Bildungsausschusses.
Als Bildungsausschussvorsitzender regte er die digitale Aufnahme des alten Plenarsaales an und die Aufbewahrung Teile der Einrichtung für ein „Haus der Geschichte für Schleswig-Holstein“. Außerdem wurden auf seine Veranlassung die Diskussionsbeiträge auf der Abendveranstaltung des Ausschusses zum Thema „Haus der Geschichte für Schleswig-Holstein“ vom 3. September 2003 als Heft 5 der Schriftenreihe des Landtages publiziert. Von Hielmcrone schrieb hierzu das Vorwort. Von 2008 bis 2013 war er 2. Stellvertretender Bürgervorsteher der Stadt Husum. Ab 2013 war er Vorsitzender im Umwelt- und Planungsausschuss der Stadt Husum. Er war Mitglied der Husumer Freimaurerloge Zur Bruderliebe an der Nordsee.
Er veröffentlichte zu verschiedenen kulturgeschichtlichen Themen.

## Auszeichnungen
- 2007: Verdienstmedaille des Bundesverdienstkreuzes

## Werke (Auswahl)
Dörte Nicolaisen: Auswahlbibliographie der Veröffentlichungen von Ulf von Hielmcrone.  
- Husum. Stadt zwischen gestern und morgen. Dithmarscher P165s172-Dienst-Verlag, Heide 1981
- Das Schloss vor Husum. Deutscher Kunstverlag, Berlin, München 2000
- Doch hängt mein ganzes Herz an dir ... Spaziergänge durch die Storm-Stadt Husum. Hinstorff Verlag, Rostock 2001, ISBN 3-356-00889-7.
- Die St.-Marienkirche zu Husum. Deutscher Kunstverlag, Berlin, München 2002.

## Einzelbelege
1. ↑  Traueranzeige seiner Familie: Husumer Nachrichten vom 19. Dezember 2020, abgerufen am 22. Dezember 2020.

| Personendaten    | Personendaten                                    |
| ---------------- | ------------------------------------------------ |
| NAME             | Hielmcrone, Ulf von                              |
| ALTERNATIVNAMEN  | Hielmcrone, Ulf Dietrich von                     |
| KURZBESCHREIBUNG | deutscher Jurist, Autor und Politiker (SPD), MdL |
| GEBURTSDATUM     | 2. Januar 1944                                   |
| GEBURTSORT       | Husum                                            |
| STERBEDATUM      | 14. Dezember 2020                                |